# Asiento

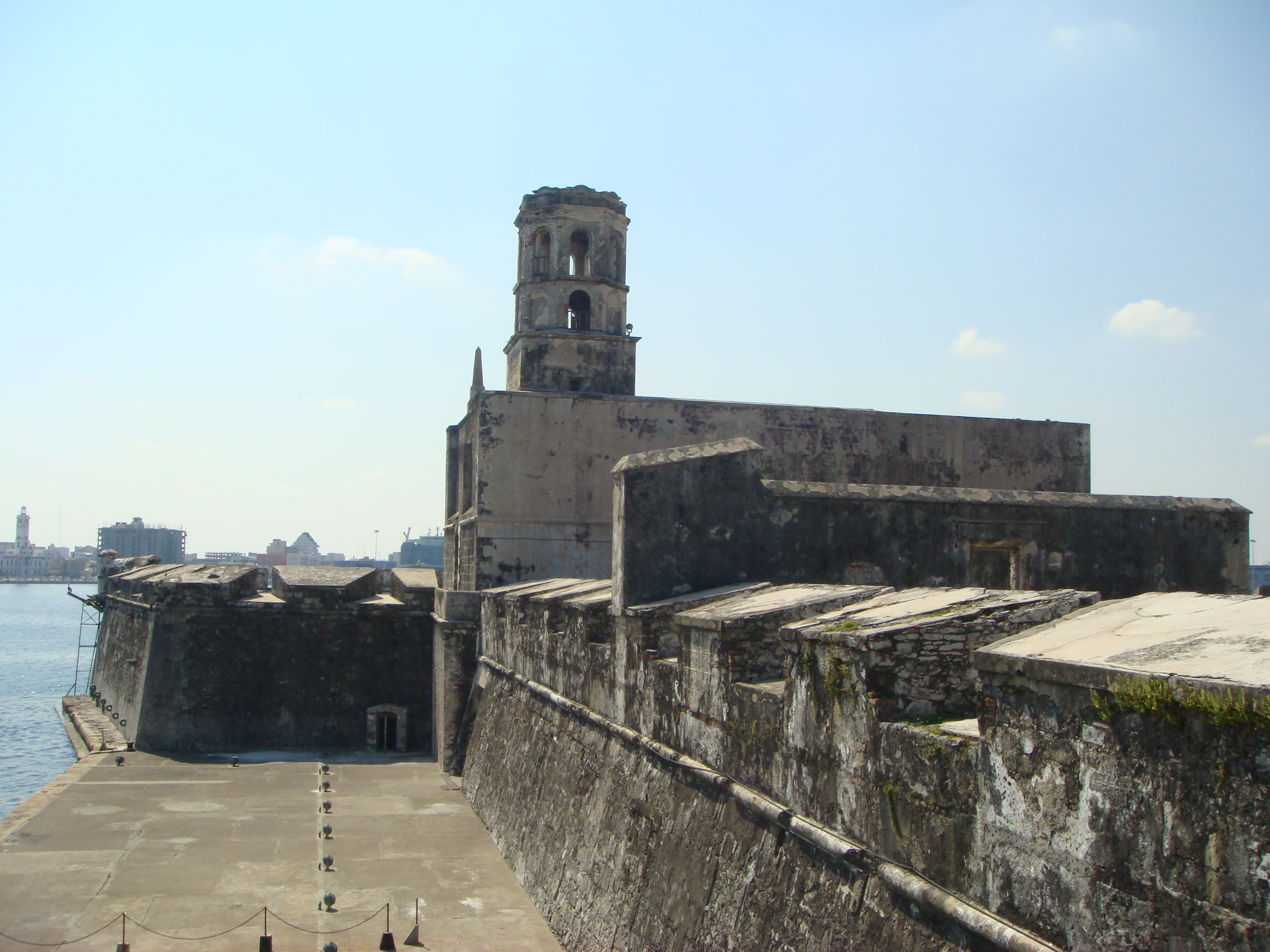
Het Spaanse fort in Veracruz (2008)

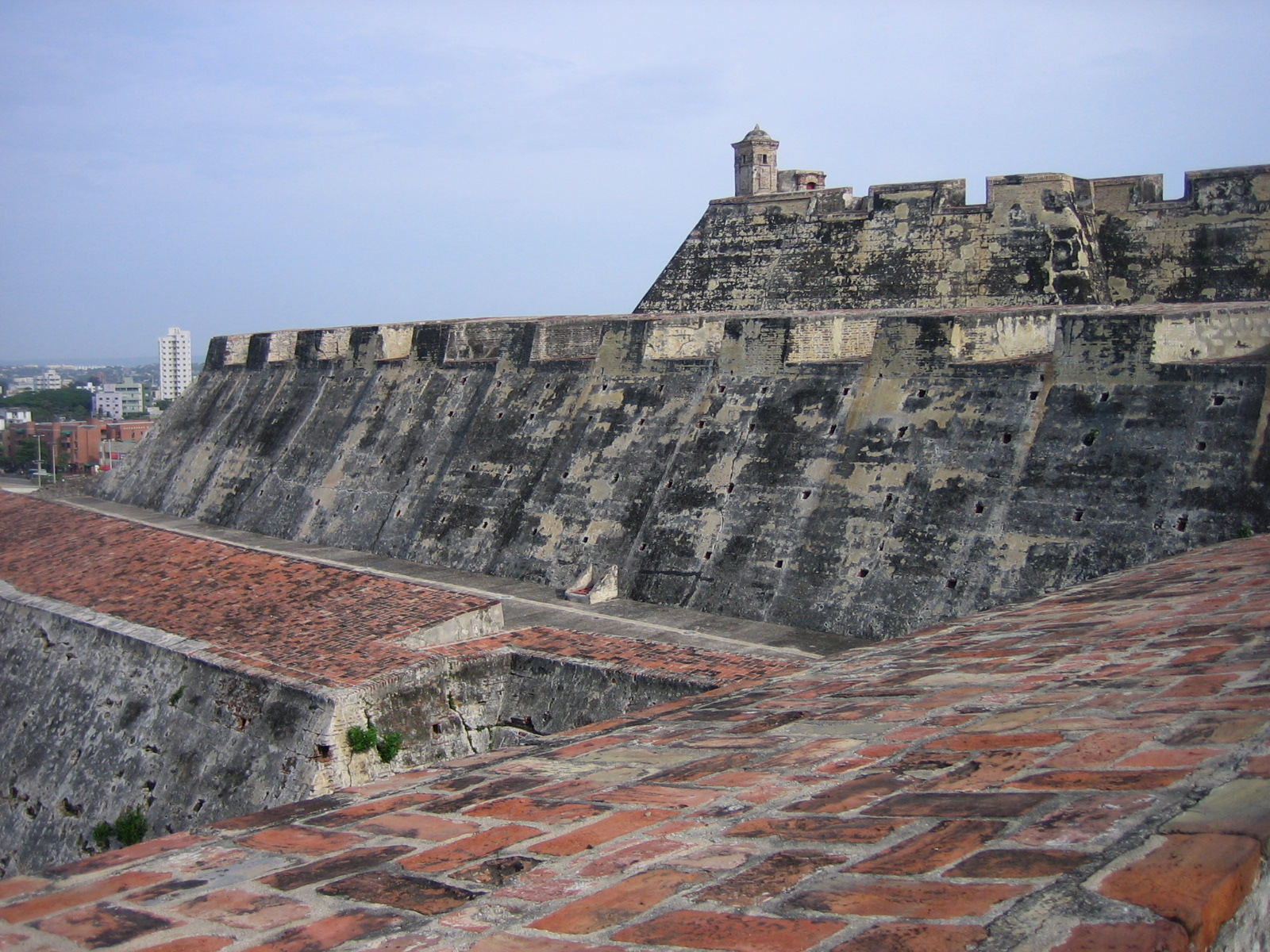
Het fort in Carthagena (Colombia)

Het woord asiento komt van het Spaanse werkwoord asentar en betekent onder andere het verzekeren van of het in- of uitboeken van goederen. Asiento is een verouderde term uit het Spaanse publiek recht en betrof in de 16e, 17e, 18e en 19e eeuw, vele aspecten uit het economische leven van dat land. De Spaanse kroon besteedde destijds bepaalde publieke diensten uit om de schatkist te vullen. Niet alleen in Spanje maar ook in andere landen werden bijvoorbeeld belastingen verpacht, en in dat verband licenties verschaft aan privépersonen.
Vaak wordt met asiento het asiento de negros bedoeld, een specifiek en berucht geval. In de praktijk was het asiento de negros de berekening van het aantal personen, dat in een schriftelijk vastgestelde termijn aan de Spaanse koloniën als slaaf mocht worden geleverd. Het asiento de negros is niet altijd van kracht geweest tussen 1518–1834. Van 1540 tot 1586, van 1640 tot 1662 en van 1739 tot 1743 werd het opgeschort.

## Asiento de negros
De contracten van de Spaanse kroon voor leveringen in de slavenhandel werden tegen betaling van een vastgesteld bedrag verstrekt aan een privé-persoon (een edelman, bankier of koopman) of handelsmaatschappij. Het ging om een vooraf vastgesteld aantal slaven, uitgedrukt in aantal 'koppen', meestal 3.000 tot 5.000. Deze rechtspersoon had dan voor een bepaalde termijn het alleenrecht (of monopolie) om slaven naar Zuid-Amerika te vervoeren, of vergunningen aan derden te verkopen tegen contractueel vastgelegde voorwaarden. De 'handelswaar' was bestemd voor de havens van Cartagena de Indias, Veracruz en Portobelo, later ook Havanna, waarna doorverkoop plaatsvond naar Peru en Nuevo Granada. Jonge kinderen van acht tot veertien jaar werden niet per stuk, maar drie voor de prijs van twee verkocht; kinderen jonger dan acht jaar werden per twee voor de prijs van een verkocht.

## Geschiedenis

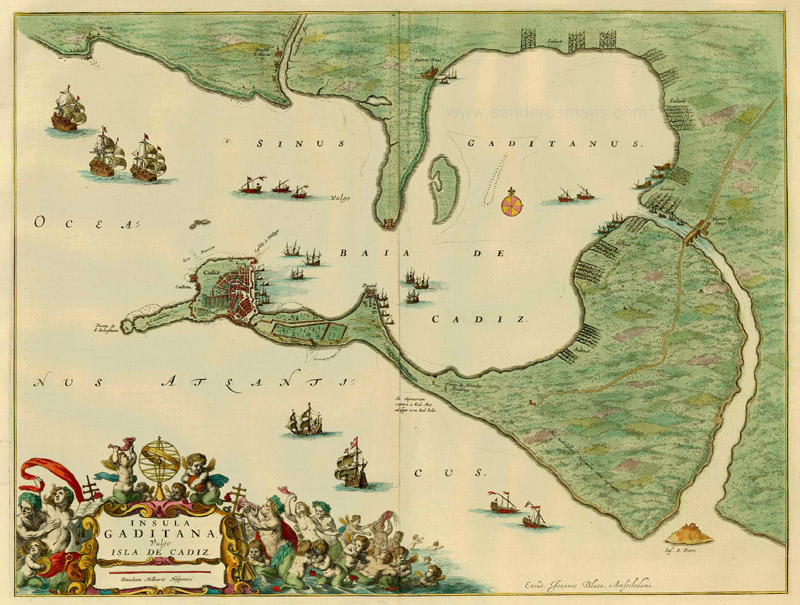
Het eiland Cádiz door Blaeu in 1662

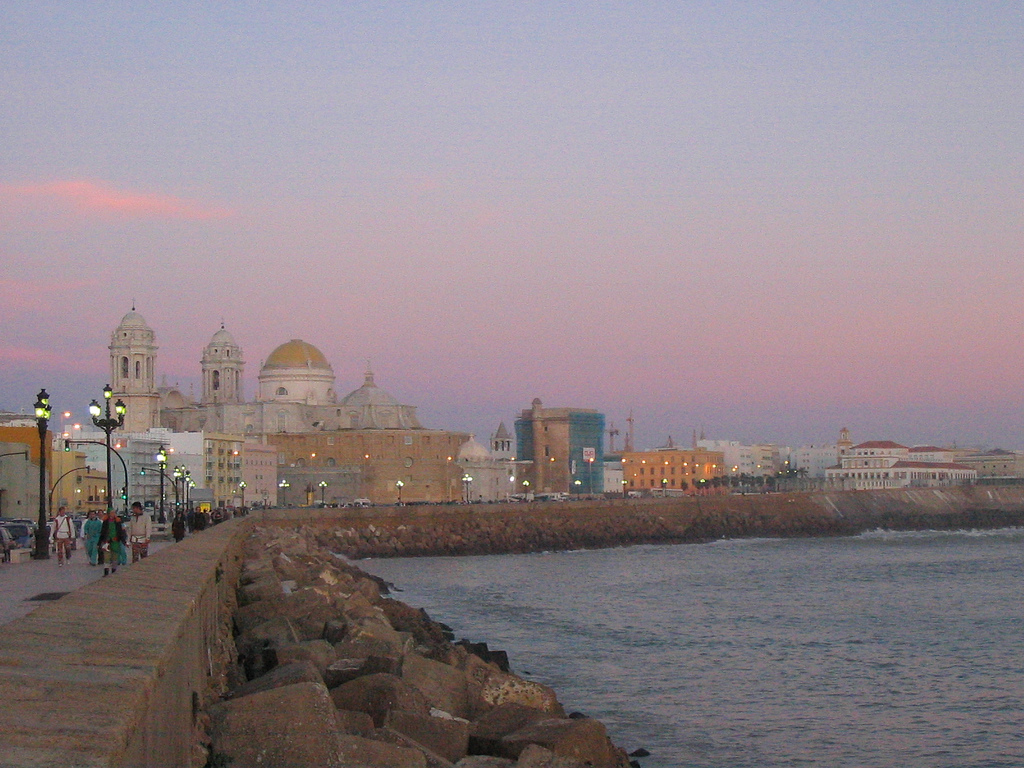
De boulevard van Cádiz

Oorspronkelijk domineerde Portugal de slavenhandel. Spanje kon door het Verdrag van Tordesillas uit 1494 zelf geen nederzettingen stichten of handel drijven op Afrika, en stelde in 1518 op aandringen van de monnik Las Casas en enkele andere kolonisten van het eiland Hispaniola een stelsel van asientos de negros in. Spanje verleende Portugal in 1595 een exclusieve asiento, te weten aan Pedro Gomes Reynel. De slaven kwamen vooral uit Angola (Luanda en Benguela), en van de Slavenkust en Goudkust, met de havensteden Elmina, Calabar en Accra en aangevoerd naar de pakhuizen in Lissabon of Cádiz. De Portugezen gebruikten voor de aankoop of ruil van goederen tegen slaven het woord "resgatar" hetgeen bevrijden of verlossen of zich beschermen betekent, namelijk uit de macht van het heidendom. Nadat in 1640 Portugal in opstand kwam tegen Spanje, de zgn. Portugese Restauratieoorlog, kwam een abrupt einde aan de slavenhandel. Spaanse kooplieden probeerden dit op te vangen, maar het resultaat viel tegen. Nadat de Tachtigjarige Oorlog in 1648 met de Vrede van Münster ten einde was gekomen, groeide het aandeel van de Republiek in de slavenhandel. In 1656 deden de Nederlanders vruchteloze pogingen het asiento te verkrijgen; Isaac Coymans was in dat jaar betrokken bij een van de slaventransporten.
In 1662 stelde Spanje opnieuw de asiento in. Dit asiento werd verleend aan twee bankiers, oorspronkelijk afkomstig uit Genua en met een filiaal in Panama. Grillo & Lomelín, hebben het asiento op haar beurt uitbesteed aan de West-Indische Compagnie met pakhuizen op Curaçao (op Curaçao bestaat nog steeds een nederzetting die Asiento heet), de Engelsen op Jamaica, Antigua en Barbados. Later verschenen ook de Fransen op Martinique en Saint-Domingue, de Denen op Saint Thomas en Jacob Kettler, de hertog van Koerland, op Tobago op het toneel om een deel van de handel op te eisen. Ook de Toscaanse koopman Francesco Feroni, actief in Amsterdam, was vanaf 1662 betrokken in de slavenhandel tussen Angola, de Slavenkust en Curaçao.
Omdat Spanje officieel geen handel wilde drijven met een niet-katholiek land werden zoutwaternegers steeds vaker verkocht via Curaçao. Spaanse schepen haalden de slaven van het eiland om ze naar het vasteland te vervoeren. In ondercontracten werd het de buitenlanders soms toch toegestaan slaven direct aan te leveren. Daarnaast vond er ook clandestiene handel plaats, waarover uiteraard minder veel bekend is. Geschat is dat er tussen 1648 en 1713 100.000 slaven door de Nederlanders naar Zuid-Amerika zijn vervoerd.

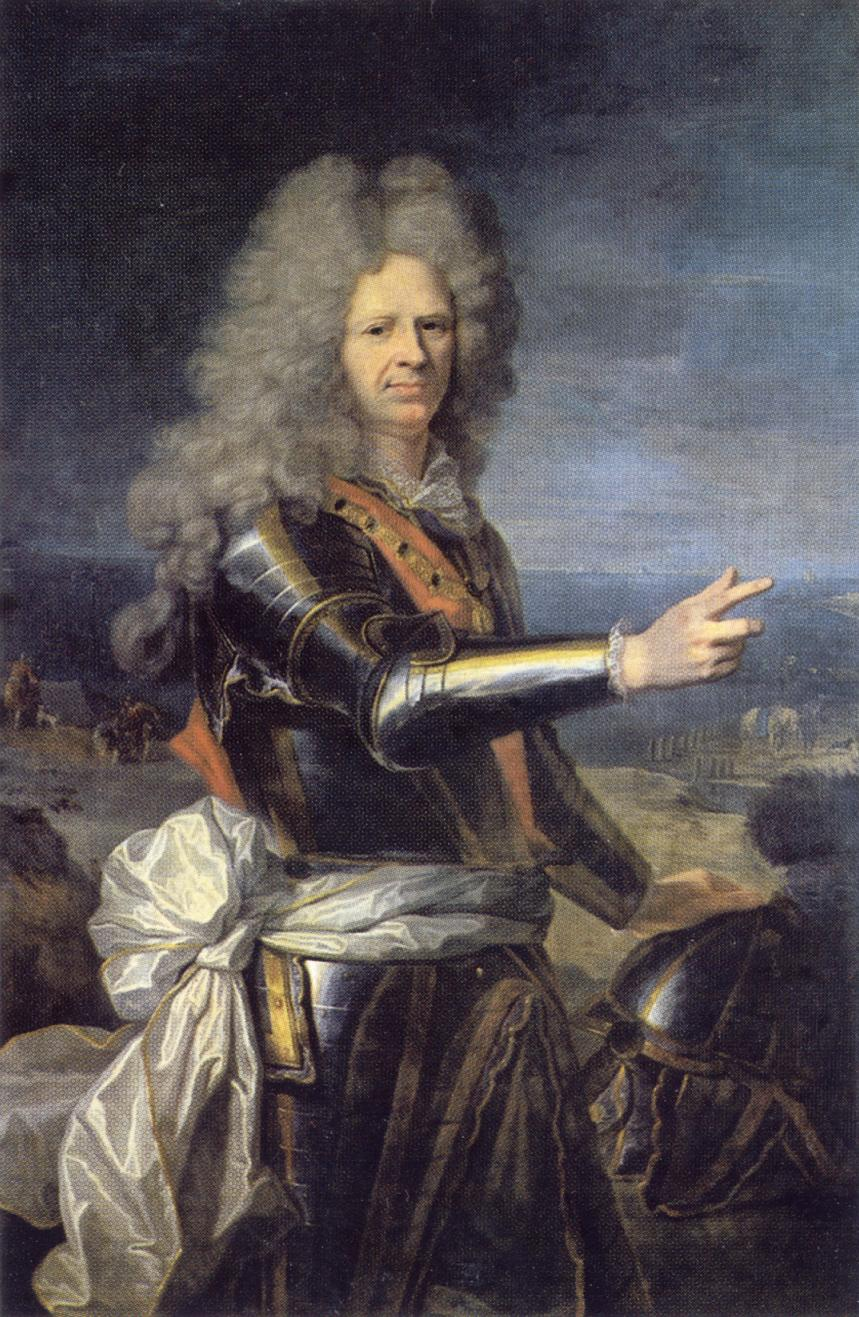
Jean Baptiste du Casse, 1700

De in 1674 heropgerichte en financieel uiterst zwakke WIC kon deze verplichtingen niet nakomen en moest de hulp inroepen van Amsterdamse kooplieden-bankiers. De firma Balthasar en Joseph Coymans stond hierbij op de voorgrond; hun neef Balthasar Coymans verhuisde naar Cádiz, en werd de aangewezen man om tussen de asiëntistas, de fa Coymans en de WIC te bemiddelen. In juli 1684 begon de Spaanse regering, die dringend verlegen zat om cash onderhandelingen over een asiento met Francisco Schonenberg, de gezant en Balthasar Coymans. Coymans begon een campagne tegen Porcio, die hij beschuldigde van incompabiliteit en insolvabiliteit. Hij zegde toe dat er geld overgemaakt zou worden voor de regering in de Spaanse Nederlanden; dat er voor de Spaanse marine vier schepen in Amsterdam zouden worden gebouwd door de fa Coymans gefinancierd en dat er katholieke geestelijken zouden worden gestuurd naar Hollandse handelsposten in Afrika.
In maart 1685 leek het asiento geregeld; het contract met Porcio werd opgezegd. De slavenhalers kregen een konvooi mee om zich te beschermen tegen piraterij in de Caraïben. In mei van dat jaar kwam er echter een kink in de kabel. Er werd een commissie ingesteld dat de overeenkomst met Coymans zou onderzoeken. In juli 1685 liet de Spaanse koning een commissie instellen dat het nut van het asiento zou moeten onderzoeker. Theologen en juristen bogen zich over de kwestie. In juni 1686 werd het contract met Coymans geannuleerd; het voordeel van de slavenhandel zou bij de katholieken moeten komen te liggen en niet bij de ketterse kooplieden uit het noorden. Bovendien verstoorden de Nederlanders met hun goedkope textiel en kleding (contrabande) de Spaanse handel in Zuid-Amerika. Nadat Coymans overleed kwam het asiento weer in handen van Portugese kooplieden, die echter de leveranties ten dele aan de West-Indische Compagnie en ten dele aan de Engelse Royal African Company overlieten.
De WIC wist hierna nog wel toeleveringscontracten te verkrijgen, ook toen Jean du Casse in 1701 het asiento verwierf voor Frankrijk, een bondgenoot van Spanje in de Spaanse Successieoorlog. In 1713 kwam hier echter een einde aan toen Groot-Brittannië het asiento overnam. De Vrede van Utrecht was het einde van de Spaanse Successieoorlog en gaf de Britten een dertigjarig asiento om slaven te leveren aan de Spanjaarden, waarmee Britse handelaren en smokkelaars toegang kregen tot de traditioneel gesloten Spaanse markten in Amerika. Groot-Brittannië werd de grootste speler op deze routes, terwijl in de 18e eeuw het aantal vervoerde slaven een veelvoud was van dat van de 17e eeuw. De slavenhalers verscheepten hun koopwaar naar Spaanse en Britse koloniën in de Nieuwe Wereld.

## Bepalingen
Allereerst wordt bepaald de duur van het contract en de som, door de assentista, d.i. de leverancier die het contract aangaat, jaarlijks aan de regeering te betalen ; doorgaans vermeldt het contract ook, waarvoor de regeering dat geld gebruiken wil, b.v. in 1576 para la fortificacion de la isla de Gran Canaria, in de tweede helft der 17e eeuw herhaaldelijk om middelen ter verdediging der Spaansche Nederlanden te vinden. Het aantal slaven, jaarlijks door den assentista te vervoeren, wordt vastgesteld, waarbij altijd een aanzienlijk getal boven het eigenlijk benoodigde wordt genoemd wegens de aanzienlijke sterfte op reis. In 1G23/4 werd het aantal jaarlijks te leveren slaven bepaald op 3500 maar de assentista zou er 1500 buitendien vervoeren met het oog op de sterfte („que se Ie dan para muertos"). De plaatsen, vanwaar de slaven bij voorkeur gehaald moeten worden, zijn gewoonlijk genoemd, ook altijd de havens in Amerika waarheen ze gevoerd moeten worden. De schepen moeten doorgaans uitgaan van Sevilla, Cadiz of Lissabon, doch de vereischte papieren moeten zij hebben van de Casa de Contratacion te Sevilla. Voor iederen slaaf, dien de assentista te weinig levert, moet hij een boetegeld betalen, dat in de verschillende contracten wordt bepaald. Voert hij, wanneer de sterfte onder de slaven geringer is geweest dan verwacht werd, dientengevolge meerdere slaven in dan het gecontracteerde getal, dan moet hij hiervoor betalen naar rato van den door hem aan de regeering betaalden prijs. Zoodra hij de slaven in de aangewezen havens heeft aangebracht, mag hij ze overal te koop aanbieden. Het asiento is verder rijk aan bepalingen, die ten doel hebben de vervulling der financiëele verplichtingen door den assentista te waarborgen; anderzijds wordt ook vastgesteld het aantal licenties, dat de Koning tijdens den duur van het contract aan anderen mag geven. Eveneens bevat het verschillende artikels die het smokkelen moeten voorkomen, zoowel van den assentista ten nadeele van den Koning als van derden ten nadeele van den assentista. Eindelijk is eene gewone bepaling, dat de assentista met derden, die geen vijanden des Konings zijn, contracten sluiten mag om hem zijne aangegane verplichtingen te helpen volbrengen, m.a.w. hij mag de leverantie aan derden uitbesteden, die echter aan hem leveren moeten.
Gewoonlijk ontstond twist over de uitvoering van het contract en vrij talrijk zijn de stukken, die hierop en ook op de afrekening door de assentistas of hunne gemachtigden betrekking hebben.

## Bezitters van het Asiento
- 1595-1615 - Pedro Gómez Reynel.

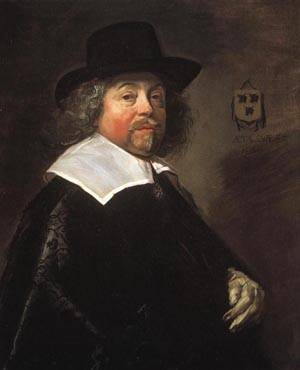
Joseph Coymans, met familiewapen, drie koppen en nekken van zwarte ossen, door Frans Hals in (1644). Wadsworth Atheneum Hartford (Connecticut)

- 1602-1610 - Juan Rodríguez Coutiño, opgevolgd door Gonzalo Báez Coutiño.
- 5 november 1611 - Juan Alfonso de Molina Cano voor Antonio Fernández de Elvas.
- 24 januari 1615 - Melchor Maldonado.
- 1615-1621 - Antonio Fernández de Elvas.
- 2 februari 1622 - Gaspar de Monteser voor Antonio Fernández de Elvas.
- 1623-1625 - Miguel Rodríguez Lamego.
- 1631-1640? - Melchor Gómez Angel en Cristobal Méndez de Sousa.
- 5 juli 1662-1669 Domingo Grillo en Ambrosio Lomelín verplichten zich tot het leveren van 24.000 slaven in zeven jaar. Ze besteden het "vuile werk" uit aan de WIC, die via Curaçao levert en de Royal African Company die sinds 1663 via Jamaica leveren.[13]
  - Het asiento is beëindigd vanwege de haat die de beide Genuezen opriepen bij de Dominicaan Fray Juan de Castro, een hooggeplaatste medewerker aan het hof, die ook het idee had gelanceerd, de heren in dienst te nemen.[14]
  - Koning Karel II van Engeland doet een poging het asiento te verkrijgen.
  - In 1667 en 1668 zijn er nieuwe contacten met de WIC. Balthasar Coijmans, vrijheer van Streefkerk en Leckerland en Joseph Coijmans, vrijheer van Nieuwwaal en Bruchem, beiden wonend te Haarlem, nu hier geven procuratie aan Jeremias van Collen de jonge, residerende Hof van Madrid, om in hun naam te compareren voor zijne katholieke majesteit enz enz. Om te sluiten zodanig contract ten aanzien van de overmaking die in deze provintien of in de Nederlanden staande onder de heerschappij van zijne majesteit zoude kunnen geschieden ter somme van vijfhonderdduizend guldens. Te Cadix overgeleverd binnen boord staatsoorlogsschepen in zilvere barras uit het rijk des konings. Exelentie don Estevan de Gamavia en Contrera. Over contract en wisselbrieven.[15] Lorenzo Magalotti beschreef Spanje in 1669 als bankroet.[16]
- 1670-1675 Antonio García, een Portugees (en Sebastian de Síliceo zijn borg) die de slaven inkocht op Curaçao, waarna het contract wordt beëindigd.[17][18]
  - Eerste subcontract. Isaack van de Heuvel, Paulus Godin, Marcus Broen of Brown,[19] Caspar Pellicorne,[20] en Jeremias Noiret als bewindhebbers WIC kamer A’dam hebben contract met Balthasar, heer van Streefkerken en Josephus Coymans, heer van Nieuwwaal als gemachtigden van Don Antonio Garcia de Cabo el Rio (volgens procuratie te Madrid door notaris Juan Justa dd 17 juli 1674) enz, enz. Vijf jaar lang ieder jaar 4.000 slaven leveren op eiland Curaçao, enz, enz. (zoals eerdere contracten). Over een borg van 100.000 gulden enz.[21]
  - 1675 Balthasar en Josephus Coymans hebben contracten met de asientista, de houder van het asiento, over te leveren slaven op Curaçao via Duarte de la Vega. tot 5 maart 1687 bijvoorbeeld met de Koning Balthasar en schipper Jan Erasmus Reijning[22] de laatste door W. Klooster omschreven als boekanier.
  - 1675 Insinuatie van Balthasar en Joseph Coijmans aan Isaack van de Heuvel voor de WIC over hun slavencontract dd 27 april. Het asiento onder Antonio Garcia de Cabo el Rio met de koning van Spanje is opgeheven?[23]

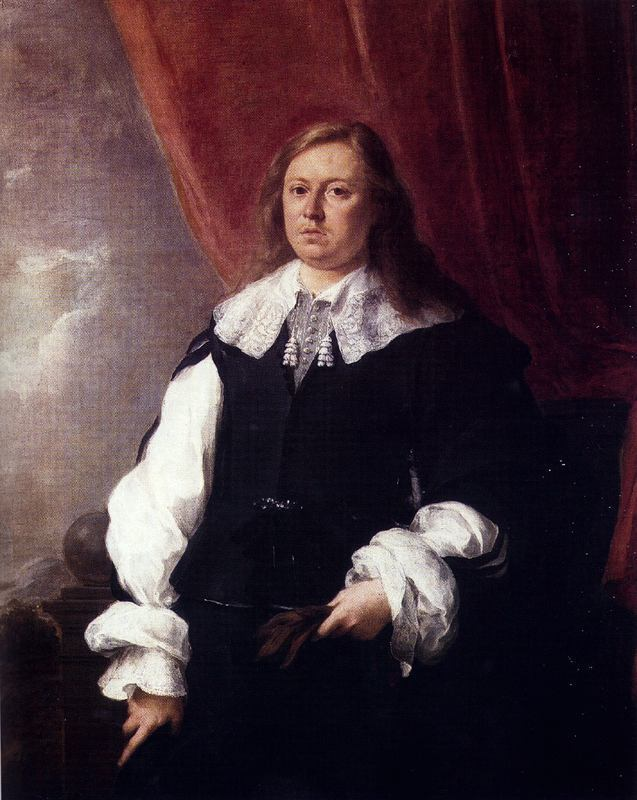
Joshua van Belle door Murillo in 1670, National Gallery of Ireland, Dublin

- In 1677 sluit Manuel de Belmonte een overeenkomst met het Consulado de Sevilla voor Paulus Godin, Marcus Broens, Jasper Pellicorne en Jeremias Noiret, bewindhebbers van de WIC te Amsterdam, betreffende het kopen van 1.600 à 1.800 slaven in voorraad zijnde op het eiland Curaçao om te ingezet te worden in Spaans West-Indië.[24]

- 1676-1679 Manuel Hierro de Castro, en Manuel José Cortizos, aangesloten bij het Consulado de Sevilla (Koopmansgilde). Het wordt uitdrukkelijk verboden slaven via Curaçao te betrekken.
  - Balthasar Coymans aangekomen in Cádiz: De Heer. Meester Broeder Juan de Castro, Monnik van de Orde van Sint Dominicus zegt: Dat in het jaar 1678 toen hij zich bevond in de Stad Cádiz kwamen bij hem solliciteren Don Balthasar Coymans en Pedro Bambelle [van Belle], beide van Hollandse nationaliteit, in zake een regeling van een `Asiento’, die nodig was voor de handel met de [West-]Indies, voor welk gunst waren zij bereid veel te bieden... en het was iets dat moest gedaan worden alleen door Spanjaarden; en zij gaven toe ... dat het was de bedoeling met de handel te frauderen... [Señor. El Maestro Fray Juan de Castro, Religioso de la Orden de Santo Domingo, dize: Que por el año de 1678 hollandose en la Ciudad de Cádiz, le solicitaron D. Baltasar Coymans, y Pedro Bambelle de Nacion Olandeses, para la disposicion de un Assiento, que se auia de hazer para comerciar à Indias, haziendole grandes ofertas... y auian de ser Españoles los que le auian de hazer ; y reconociendo... que se trataua de adulterarel comercio...]"
- 1680 Juan Barroso del Pozo, een medewerker van Coymans (?)[25] en Nicolas Porcio, zijn Venetiaanse schoonzoon, zijn asentistas geworden, die bij onderaanbesteding leverantie van slaven hadden gegeven aan Balthasar Coymans.
  - Pedro van Belle naar Curaçao, vanwege in beslag genomen schepen. Balthasar Beck, zijn zwager, wordt zijn opvolger in Cádiz.[26]
  - De asentistas hadden problemen om aan hun financiële verplichtingen te voldoen. Ze leden mogelijk een schade van 5,2 miljoen,[27] en in 1684 verzocht Coymans uit eigen naam en uit naam van andere schuldeisers — de W.I.C. was er ook bij geïnteresseerd — dat hun de administratie van het asiento zou worden overgedragen; het wordt eerst toegestaan, dan geweigerd (juni 1686) maar al sinds januari waren er moeilijkheden tussen de fa Coymans en de Spaanse regering gerezen; de stukken over de afwikkeling van dit asiento lopen tot 1697. Balthasar Coymans en diens erfgenamen worden bij de uitvoering van het asiento allerlei moeilijkheden in de weg gelegd, ten einde tot vernietiging van het contract te kunnen komen. Dit geschiedt op instigatie van de pauselijke nuntius, en het is er om te doen, de ketterse Hollanders van de slavenhandel uit te sluiten in 't belang van de roomse godsdienst. Namens de Staten-Generaal der Nederlanden komt Schonenberg op voor de belangen der firma Coymans, der W.I.C. en der andere geïnteresseerden.[12]
- 1682-1688 Juan Barroso del Pozo (-1683) en Nicolás Porcio verkrijgen een asiento voor 6,5 jaar; er zijn negen schepen in de vaart.
  - Nicolaes van Hoorn, [een Vlissingse regent en betrokken bij de piraterij of kaapvaart], Isaack van de Heuvel, Paulus Godin en Isaack Jan Nijs (-1690)[28] (commissaris), François de Vicq en Philippe d’Orville bewindhebbers WIC contract met Joan Coymans en Carel Voet in compagnie met Henrico Staats, gemachtigde van kapitein Juan Barosso del Poso. Over opheffing arresten op eigendom Del Poso in Spaans West-Indië. Nu nieuwe contracten voor levering slaven uit Curaçao.[29] Porcio zijnerzijds heeft geklaagd, dat de gouverneur van Cartagena hem met geweld wilde dwingen om een contract te sluiten met de factoren van Curaçao op zulke voorwaarden als nog nooit zijn aangegaan, en dat, toen hij dit niet wilde doen, men hem gedwongen heeft zijn volmachten te geven aan personen, die niet naar zijn zin waren en aan diezelfde Hollanders met wie hij geen contract had willen aangaan,[12] [namelijk Balthasar Beck en Pedro van Belle].
- februari 1685-1688 Balthasar Coymans (1652-1686).[17]
  - Mislukt slaventransport naar Porto Belo. Van de 1650 slaven worden er maar 459 verkocht, mede als gevolg van een kinderpokkenepidemie.[27]
  - In maart 1686 werden in vijf maanden tijd 857 slaven verkocht aan Don Alexander Oliver, vertegenwoordiger van B. Coymans.[30]
  - juli 1686. Koning Karel II van Spanje laat een onderzoek instellen naar de legitimiteit van de slavenhandel.[31] Het contract met B. Coymans wordt geannuleerd.
  - oktober 1686 De Hollanders weigeren de "Junta de Asiento de Negros" te erkennen.
  - Coymans overschatte de situatie vanwege het risico van oorlog tussen Frankrijk en Spanje; Jamaica dreigde bovendien een belangrijkere doorvoerhaven te worden dan Curaçao.[32]
- 1687-1688 Jan Carçau, een voormalige employé van B. Coymans, neemt het asiento over.[33]
  - In juli 1687 vlucht Pedro van Belle naar Holland.
  - In maart 1688 wordt Jan Carçao in hechtenis genomen in Cádiz. De gezant Schonenberg suggereert bij de Spaanse koning het asiento aan Joan Coymans te verlenen.
  - januari 1688. Insinuaties namens Pedro van Bello aan Aletta Maria Coijmans, weduwe van wijlen Carel Voet, aan Adriana Coijmans en aan Joan Coymans, oud-schepen A’dam. Over Joan Coijmans die zich niet moet bemoeien met zaken betreffende het Sociëteitscomptoir van Coijmans en Van Bello te Cádiz en van het Generaal Asiento der negers enz.[34] Wijlen hun broer Balthasar Coijmans was administrateur.[35]
- 1688-oktober 1691 Nicolás Porcio.
  - Curaçao wordt vrijhaven. Joan Coymans wil geld terug en de administratie van wijlen zijn broer Balthasar.
  - 1690 Joan Coymans, oud-schepen alhier en ook voor Manuel de Belmonte, paltsgraaf van het Heilige Roomse Rijk en minister van de koning van Spanje, ook voor Samuel Timmerman [afkomstig uit Riga, getrouwd met Leonora Coymans] en de erfgenamen van Henrico Staats, allen geïnteresseerden in de geanticisseerde (?) en betaalde mesades (maandlonen) aan de koning van Spanje ter eenre en Philippo van Hulten met procuratie van Balthasar Beck ook voor Coenraad Determeijer ter andere zijde. (Over 70319 (?) 3/4 stukken van achten (slaven) uit Porto Belo door don Francisco de Ribas, [de voormalige huisgenoot van B. Coymans in Cádiz], gezonden op Curaçao met [het speciaal voor slaventransporten gebouwde] schip de Koning Balthasar. Zijn door directeur Willem Kerckrinck der WIC zich aangematigd enz, enz.[36][37]
  - 1691 Akte van renvers gepasseerd door Christiaen Meschman ten behoeve van Josua van Bellen. Manuel de Belmonte, resident van katholieke majesteit van Spanje, Joan Coijmans en Henrico Staats, als samen gemachtigden van Balthasar Coijmans, bewindhebber generaal van de invoering der slaven naar West-Indië en Nieuw-Spanje. Op 6 juli 1685 een obligatie t.b.v Philippo van Hulten, Cornelis van Hogenwoert, hem comparant, Gerardus Jacobus en Bernardus Henricus Staats.[38]
  - Spanje laat scheidsrechters benoemen om de zaak Coymans te beoordelen
- 1692-1695 Bernardo Francisco Marín de Guzmán
- 1695-1701 Manuel Ferreira de Carvallo als deelnemer en vertegenwoordiger van Real Compañía de Cacheu of Real Compañía de Guinea del Reino de Portugal
  - 1698 De Royal African Company verliest haar monopolie. De slavenhandel wordt vrijgegeven. Het lukt de concurrentie binnen korte tijd vier of vijf keer meer slaven te vervoeren.[39]
  - Verbod op Nederlandse schepen Zuid-Amerikaanse havens aan te doen.
- 1701-1713 Jean du Casse uit naam van de Compagnie de Guinée et de l’Assiente des Royaume de la France.[40]
- 1713-1750 Bij de Vrede van Utrecht eisten de diplomaten dat het Asiento in handen kwam van Groot-Brittannië. Het Asientoverdrag van 1713 bepaalde dat de Engelsen 144,000 slaven in een periode van dertig jaar mochten invoeren, 4.800 per jaar. Het werk is uitgevoerd door de South Sea Company. De Nederlanders hadden het nakijken, maar belegden massaal in de South Sea Company. Tussen 1739 en 1748 werd het Asiento opgeschort. Tussen Engeland en Spanje brak de zogenoemde Oorlog om Jenkins' oor uit vanwege de sluikhandel op Zuid-Amerika. Na de Vrede van Aken (1748) begonnen nieuwe onderhandelingen over de resterende vier jaar. Het overleg stokte en het asiento is in 1750 toen ook het Verdrag van Madrid (1750) werd gesloten, terugverkocht aan de Spanjaarden.[41]
- 1750-1764 ???
- 1765-1772 Miguel de Uriarte in naam van Aguirre, Aristegui y Compañía, beter bekend als Compañía Gaditana.
- 1773-1779 Aguirre, Aristegui y Compañía, resp. Compañía Gaditana.